# Pseudindalmus biguttatus
Pseudindalmus biguttatus is een keversoort uit de familie zwamkevers (Endomychidae). De wetenschappelijke naam van de soort werd in 1939 gepubliceerd door Strohecker.